# Državna cesta D429
D429 je državna cesta u Hrvatskoj. Ukupna duljina iznosi 14,1 km.

## Naselja
- Selište Drežničko
- Prijeboj